# Ореоли розсіювання
Ореоли розсіювання (рос. ореолы рассеяния, англ. dispersion haloes; нім. Dispersionshöfe m pl, Streuungsaureolen f pl) — зони підвищених вмістів хімічних елементів у земній корі, генетично пов'язані з родовищами корисних копалин, зонами мінералізації. Первинні (сінгенетичні) ореоли розсіювання родовищ формуються одночасно з формуванням корисної копалини. Вторинні (епігенетичні) — утворюються в зонах геологічного вивітрювання.
Первинні ореоли характерні для ендогенних родовищ; менш виразні первинні ореоли навколо екзогенних родовищ. Первинні ореоли цінних компонентів повторюють в розширеному обсязі контур покладу, іноді простягаються на багато сотень метрів за його межі. Вторинні (гіпергенні) можуть простягатися на кілометри і розділяються на механічні (розсіяння у твердій фазі), сольові (розсіяння в формі розчинних сполук — гідрогеохімічні) і газові. Механічні утворюються при руйнуванні родовищ зі стійкими в зоні вивітрювання первинними або вторинними мінералами в процесі прогресивної дезінтеграції їх уламків і дифузійного перемішування частинок корисної копалини з елювіоделювіальними утвореннями. Сольові ореоли в капілярних розчинах і підземних водах утворюють родовища мінеральних солей, деякі сульфіди металів і ін. легкорозчинні первинні і вторинні мінерали внаслідок дифузії, капілярного підйому, випаровування мінералізованих розчинів, сорбції і біогенної акумуляції хімічних елементів корисних копалин. Газові ореоли розсіювання характерні для родов. нафти і горючих газів, гелію, радіоактивних руд; багато рудних родовищ супроводжуються ореолами парів ртуті і ін.